# Cvelferija
Cvelferija (od njem. zwölf: dvanaest), područje je koje obuhvaća sljedećih devet sela županjskoga kraja: Vrbanja, Soljani, Strošinci, Drenovci, Đurići, Račinovci, Gunja, Rajevo Selo i Posavski Podgajci. Tih 9 sela županjskog kraja nalaze se u Srijemu dok se sama Županja i ostala mjesta zapadno od Cvelferije nalaze u Slavoniji.
Naziv Cvelferija potječe iz vojnoga jezika. U doba kada je Hrvatska bila podijeljena na pukovnije, a one na niže jedinice satnije, područje ovih sela činilo je dvanaestu satniju. Od njemačkog zwölf (dvanaest) ovaj kraj prozvan je Cvelferijom.
To su bila sela koja su se nalazila na granici s Turcima pa su ovdašnji ljudi prozvani Graničari. Cvelferija i danas ima graničarsku ulogu, doduše ne kao tada, jer se nalazi na granici s Bosnom i Hercegovinom i Srbijom.
Termin se rabi i dan-danas. Svake godine se u jednom od tih sela održava kulturna manifestacija »Raspjevana Cvelferija« na kojoj sudjeluju KUD-ovi iz Cvelferije i njihovi gosti.

## Vanjske poveznice
- Muzej Cvelferije